# Халибертон, Тайриз
Тайри́з Ха́либертон (англ. Tyrese Haliburton; род. 29 февраля 2000, Ошкош, Висконсин) — американский профессиональный баскетболист, выступающий в Национальной баскетбольной ассоциации за команду «Индиана Пэйсерс». Играет на позициях разыгрывающего и атакующего защитника. На студенческом уровне выступал за команду университета штата Айова «Айова Стэйт Сайклонс». На драфте НБА 2020 года он был выбран под двенадцатым номером командой «Сакраменто Кингз».

## Карьера в колледже

### Первый курс
6 ноября 2018 года Халибертон дебютировал за Айова Стэйт в победе над Алабама Стэйт со счётом 79—53 и набрал 12 очков, 4 подбора и 4 передачи. 26 ноября он набрал лучшие в сезоне 16 очков в победе над Омахой со счётом 82—55. 9 декабря Халибертон оформил свой первый дабл-дабл, набрав 15 очков и отдав 17 передач, совершив только 1 потерю, в победе над Саутерн со счётом 101—65. По итогам 35 игр сезона Халибертон набирал в среднем 6,8 очка, 3,4 подбора, 3,6 передачи и 1,5 перехвата за игру. Он был единственным настоящим новичком первого дивизиона NCAA кроме Зайона Уильмсона, совершившим 50 перехватов и 30 блок-шотов. Также Халибертон был лучшим в конференции Big 12 и вторым в первом дивизионе NCAA по отношению количества передач к потерям (4,5).

### Второй курс
11 ноября 2019 года Халибертон был назван игроком недели конференции Big 12, набирая в среднем 13,5 очков и 13 передач в двух победах над Миссисипи Вэлли Стэйт и Орегон Стэйт. 27 ноября он набрал лучшие в сезоне 25 очков, взял 9 подборов и отдал 5 передач в поражении от Мичигана со счётом 76—83. 4 января 2020 года Халибертон оформил первый трипл-дабл после Монте Морриса для Айова Стэйт с 2016 года, набрав 22 очка, 12 подборов и 10 передач в поражении от ТСУ в овертайме со счётом 79—81. После этой игры Халибертон во второй раз был назван игроком недели конференции Big 12. 8 февраля во время матча с Канзас Стэйт Халибертон получил перелом запястья левой руки и выбыл до конца сезона. По итогам 34 сыгранных игр Халибертон набирал в среднем 15,2 очка, 5,9 подборов, 6,5 передач и 2,5 перехвата за игру и попал во вторую сборную конференции Big 12.
После окончания сезона Халибертон выставил свою кандидатуру на драфт НБА 2020 года.

## Профессиональная карьера

### Сакраменто Кингз (2020—2022)

#### 2020—2021: Сборная новичков НБА
Халибертон был выбран под 12-м номером на драфте НБА 2020 года командой «Сакраменто Кингз».. 27 ноября 2020 года подписал контракт с Сакраменто. 23 декабря 2020 года Халибертон дебютировал в НБА, выйдя со скамейки запасных, и набрал 12 очков, 2 подбора, 4 передачи и 1 блок за 30 минут в победе над «Денвер Наггетс» в овертайме со счётом 124—122. 9 января 2021 года он впервые вышел в стартовом составе и набрал 12 очков, 2 подбора, 8 передач и 1 перехват в поражении от «Портленд Трейл Блейзерс» со счётом 99—125. 14 апреля 2021 года Халибертон сделал максимальные в своей карьере 6 перехватов в матче с «Вашингтон Уизардс».
2 мая 2021 г. Халибертон получил травму левого колена в игре с «Даллас Маверикс». Хотя позже МРТ показала отсутствие повреждения связок, было объявлено, что Халибертон в целях предосторожности пропустит последние семь игр сезона 2020/21 за «Кингз». По окончании сезона Халибертон занял третье место в голосовании за звание новичка года и был включен в первую сборную новичков НБА.

#### 2021—22: Обмен в середине сезона
29 января 2022 года Халибертон набрал свои рекордные в карьере 38 очков, а также семь передач, три подбора и два перехвата в матче против «Филадельфии Севенти Сиксерс». 5 февраля Халибертон сделал свои рекордные в карьере 17 передач, а также 13 очков, шесть подборов и два перехвата в матче против «Оклахома-Сити Тандер».

### Индиана Пэйсерс (2022—настоящее время)
8 февраля 2022 года Халибертон, Бадди Хилд и Тристан Томпсон были обменяны в «Пэйсерс» на Домантаса Сабониса, Джастина Холидея, Джереми Лэмба и выбор второго раунда драфта 2023 года. 11 февраля Халибертон дебютировал в составе «Пэйсерс» в матче против «Кливленд Кавальерс», набрав 23 очка, а также 6 передач, 3 подбора и 3 перехвата. 13 февраля, во второй игре в составе «Пэйсерс», Халибертон набрал 22 очка и сделал 16 передач в поражении от «Миннесоты Тимбервулвз». 16 февраля Халибертон набрал 21 очко и сделал 14 передач в своей первой победе в составе «Пэйсерс» против «Вашингтон Уизардс».
Вместе с партнером по команде Крисом Дуарте Халибертон принял участие в турнире восходящих звезд НБА. Халибертон и Десмонд Бейн стали победителями Клатч челленджа, который проводился на звездном уикенде НБА 2022. 23 марта в первой игре против своей бывшей команды Халибертон набрал 13 очков, сделал 15 передач и 3 перехвата в поражении от «Сакраменто Кингз» с разницей в одно очко. 1 апреля в поражении от «Бостон Селтикс» Халибертон набрал 30 очков за 25 минут, реализовав 10 из 11 бросков с игры, 6 из 6 с трехочковой линии и 4 из 4 с линии штрафных. В следующей игре, 3 апреля, Халибертон оформил почти трипл-дабл из 19 очков, 17 передач, 9 подборов и 0 потерь против «Детройт Пистонс», записав на свой счет наибольшее количество передач за игру среди игроков «Пэйсерс» со времен Ти Джея Макконнелла в сезоне 2020/21.

#### 2022—2023: Первый выбор на Матч всех звезд
19 октября 2022 года в дебюте сезона Халибертон набрал 26 очков и отдал 7 передач в поражении от «Вашингтон Уизардс». 21 ноября Халибертон был выбран игроком недели в Восточной конференции, набирая в среднем 21 очко, 11 передач и 4 подбора за три игры. 29 ноября Халибертон стал первым игроком в истории НБА, которому удалось сделать 40+ передач и 0 потерь в трехматчевом отрезке, набирая в среднем 20 очков, 13,3 передачи, 6 подборов и 2,3 перехвата за игру. 10 декабря Халибертон набрал 35 очков при 12 из 15 точных бросках с игры и 7 из 8 с трехочковой линии, а также 9 передач и 3 перехвата в матче против «Бруклин Нетс». 21 декабря в матче против «Бостон Селтикс» Халибертон набрал 33 очка и 8 передач. Через два дня, 23 декабря, Халибертон забил победный трехочковый бросок и набрал максимальные в карьере 43 очка за счет рекордных для «Пэйсерс» 10 трехочковых попаданий и 7 передач в победе над «Майами Хит».
12 января 2023 года Халибертон пропустил две недели из-за травм локтя и колена, и команда в его отсутствие показала результат в 1 победу и 9 поражений. 2 февраля против «Лос-Анджелес Лейкерс» Халибертон набрал 26 очков, 12 передач и 2 перехвата. 13 февраля Халибертон набрал 30 очков, 12 передач и 3 перехвата в проигрыше от «Юты Джаз». Халибертон был выбран на свой первый Матч всех звезд НБА 2023 года в качестве игрока скамейки Восточной конференции, где записал на свой счет 18 очков, 3 передачи и один подбор.
Халибертон и его товарищ по команде Бадди Хилд были отобраны для участия в конкурсе трехочковых бросков НБА 2023 года, где оба уступили в финале Дамиану Лилларду. 28 февраля Халибертон набрал 32 очка, а также 7 подборов и 6 передач в победе над «Даллас Маверикс». 5 марта Халибертон сделал свой второй в сезоне победный трехочковый бросок в матче с «Чикаго Буллз», набрав 29 очков и 11 передач. На следующий день, 6 марта, в игре с «Филадельфией Севенти Сиксерс» Халибертон сделал свой 30-й дабл-дабл в сезоне, набрав 40 очков и 16 передач, став первым игроком в истории «Пэйсерс», набравшим 30+ очков и 15+ передач в одной игре. В следующей игре, 9 марта, Халибертон набрал 29 очков и отдал рекордные в карьере 19 передач в овертайме в матче с «Хьюстон Рокетс». Халибертон стал 15-м игроком в истории НБА, которому удалось набирать 20+ очков и 10+ передач в среднем за игру на протяжении всего сезона.

#### 2023—2024: Максимальный контракт
1 июля 2023 года Халибертон подписал с «Пэйсерс» максимальный контракт на сумму до 260 миллионов долларов на пять лет. В тот же день было объявлено, что Халибертон будет представлять мужскую сборную США на Чемпионате мира по баскетболу ФИБА 2023 года.
На старте сезона 2023/24 Халибертон сделал 7 дабл-даблов в 8 матчах сезона, что стало вторым результатом в истории среди разыгрывающих (после Мэджика Джонсона в сезоне 1983/84).
25 января 2024 года Халибертон был назван игроком стартового состава Восточной конференции на матч всех звезд НБА 2024 года в Индианаполисе, что стало его вторым подряд выбором и первым выходом в стартовом составе. 5 февраля было объявлено, что Халибертон вновь примет участие в конкурсе трехочковых НБА второй сезон подряд. Во время матча всех звезд Халибертон набрал 3 очка в четвёртой четверти, превзойдя отметку в 200 очков для Восточной конференции, благодаря чему команда Востока выиграла игру со счетом 211—186.
26 апреля 2024 года Халибертон оформил трипл-дабл из 18 очков, 10 подборов и 16 передач, включая победный 3-очковый бросок в овертайме в игре 3 первого раунда плей-офф против «Милуоки Бакс» (121-118). В 3 игре полуфинала Восточной конференции против «Нью-Йорк Никс» Халибертон набрал рекордные в карьере 35 очков в плей-офф в победе со счетом 111-106. «Пэйсерс» победили «Никс» в 7 матчах и впервые с 2014 года вышли в финал Восточной конференции. Во второй игре финала конференции Халибертон получил травму подколенного сухожилия и пропустил остаток серии, а «Пэйсерс» были «свипнуты» «Бостон Селтикс».

#### 2024—2025
10 ноября 2024 года Халибертон набрал 35 очков и 14 передач в победе над «Нью-Йорк Никс» со счетом 132-121. Он и Беннедикт Матурин стали первым дуэтом, набравшим не менее 35 очков в одной игре в истории «Пэйсерс».
25 ноября 2024 года Халибертон набрал 34 очка и 13 передач при 9 3-очковых в игре против «Нью-Орлеан Пеликанс» (114:110).
2 января 2025 года Халибертон набрал 33 очка, сделал рекордные в сезоне 15 передач и не совершил ни одной потери в победе над «Майами Хит» со счетом 128:115. Он также стал первым игроком в истории НБА, в нескольких матчах набравшим не менее 30 очков, сделавшим 15 передач и не совершившим ни одной потери. 11 марта Халибертон реализовал четыре очка за три секунды до конца матча, обеспечив «Пэйсерс» победу над «Милуоки Бакс» со счетом 115:114. 2 апреля Халибертон набрал 22 очка, сделал 10 передач и не совершил ни одной потери в победе над «Шарлотт Хорнетс» со счетом 119:105. Он также превзошел предыдущий рекорд Криса Пола (13) по количеству игр в истории НБА, в которых он набирал не менее 20 очков, отдавал 10 передач и не совершал потерь. По окончании сезона Халибертон был включен в третью сборную всех звезд, что стало его вторым подряд выбором в сборную по итогам сезона.
29 апреля Халибертон набрал 26 очков, пять подборов, девять передач, три перехвата, три блока и сделал победный бросок за 1,3 секунды до конца овертайма, обеспечив победу «Пэйсерс» со счетом 119:118 над «Милуоки Бакс» и выбив «Бакс» в серии из пяти матчей в первом раунде плей-офф НБА. 6 мая он набрал 19 очков, в том числе 11 в четвертой четверти, и сделал победный трехочковый в матче второго раунда плей-офф с «Кливленд Кавальерс» (120:119). 13 мая Халибертон набрал 31 очко, сделал шесть подборов и восемь передач в 5-й игре, завершившейся победой над «Кливленд Кавальерс», и вывел «Пэйсерс» во второй раз подряд в финал Восточной конференции. 21 мая в первой игре финала Восточной конференции Халибертон набрал 31 очко и отдал 11 передач, включая бросок в овертайм, в победе «Пэйсерс» над «Нью-Йорк Никс» со счетом 138:135. В четвертой игре он оформил трипл-дабл из 32 очков, 12 подборов и 15 передач в победе со счетом 130:121. Он стал первым игроком в истории плей-офф, набравшим 30+ очков, 10+ подборов и 15+ передач без потерь. Халибертон набрал 21 очко, 11 из которых были набраны в четвертой четверти, и 13 результативных передач в шестой игре, что помогло «Индиане» одержать победу со счетом 125–108 над «Никс», что позволило «Пэйсерс» выйти в Финал НБА впервые с 2000 года.
5 июня, в своем дебютном Финале НБА, Халибертон показал статистику в 14 очков, 10 подборов и 6 результативных передач, а также забил победный бросок за 0,3 секунды до конца, когда «Пэйсерс» совершили камбэк в 15 очков в победе над «Оклахомой-Сити Тандер» в первой игре серии. Его бросок за 0,3 секунды до конца стал последним победным броском в финальной игре НБА со времен решающего броска Майкла Джордана в 1997 году. На следующий день в передаче Get Up спортивный обозреватель ESPN Брайан Уиндхорст заявил, что «Халибертон, несомненно, демонстрирует самую лучшую серию точных бросков, которую мы видели в истории этого вида спорта». В третьей игре финала Халибертон едва не оформил трипл-дабл, набрав 22 очка, сделав девять подборов и 11 результативных передач в домашней победе над «Тандер» со счетом 116–107. Однако в пятой игре он выступил отвратительно, набрав четыре очка за 34 минуты. Возможно, на игру повлияло растяжение правой икроножной мышцы, которое он обострил в первой четверти. После игры он прошел МРТ-обследование, чтобы оценить травму, и врачи определили, что растяжение требует многонедельного восстановления. Несмотря на это, он в конечном итоге вышел на шестую игру серии, где помог «Пэйсерс» разгромить «Тандер» со счетом 108–91. В седьмой игре Халибертон за 4:55 до конца первой четверти получил травму, которая на следующий день была подтверждена как разрыв правого ахиллова сухожилия.  В настоящее время его травма, скорее всего, вынудит пропустить весь сезон 2025/2026. 7 июля 2025 года президент «Пэйсерс» Кевин Притчард подтвердил, что разыгрывающий не примет участия в следующем сезоне.

## Карьера в сборной
В 2019 году выступал за сборную США U19 на чемпионате мира U19, проходившем в Ираклионе, Греция. На том турнире Халибертон набирал в среднем 7,9 очков и 6,9 передач за игру и попал в сборную турнира, став чемпионом мира.
Халибертон был включен в состав мужской сборной США 2021 года, тренируясь непосредственно с олимпийской мужской сборной США по баскетболу во время тренировочного лагеря в Лас-Вегасе, штат Невада, перед Олимпийскими играми 2020 года в Токио, на которых США в 16-й раз стали чемпионами. Вместе с Халибертоном в состав сборной вошли молодые таланты НБА Энтони Эдвардс, Дариус Гарленд, Тайлер Хирро, Келдон Джонсон, Майлз Бриджес, Саддик Бей и будущий партнер по команде «Пэйсерс» Оби Топпин.
Халибертон был выбран в мужскую сборную США на Кубок мира ФИБА по баскетболу 2023 года в Пасае, Филиппины. В состав команды наряду с Халибертоном вошли молодые звезды НБА, в том числе Брэндон Ингрэм, Энтони Эдвардс, Джейлен Брансон, Джарен Джексон (младший), Микал Бриджес, Паоло Банкеро и другие. 28 августа 2023 года Халибертон набрал 9 очков, 3 передачи, 2 подбора, перехват и 3 блока в матче с Грецией (109:81). Два дня спустя он записал на свой счет 6 передач, а также 6 очков, 4 подбора и перехват в победе над Иорданией со счетом 110:62. 1 сентября 2023 года Халибертон снова возглавил команду, отдав 6 передач, а также набрав 10 очков, сделав 2 подбора и 2 перехвата, в победе над Черногорией со счетом 85-73. Через два дня Халибертон повторил командный рекорд Джейлена Брансона - 7 передач - в проигрыше Литве со счетом 104-110. 5 сентября 2023 года в четвертьфинальном матче против сборной Италии в победе со счетом 100:63 Халибертон набрал 18 очков, 5 передач, 4 подбора и 3 перехвата, реализовав 6 из 8 бросков. Таким образом, он стал 3-м игроком в истории, забросившим 6+ трехочковых в четвертьфинальном матче на Кубке мира, после Патти Миллса с 6 очками в 2019 году и Ларри Аюсо с 7 трехочковыми в 2002 году. 8 и 10 сентября 2023 года Халибертон вновь возглавил команду, отдав 8 и 7 передач соответственно в поражениях от Германии в полуфинале и Канады в матче за бронзу. В восьми играх Халибертон набирал в среднем 8,6 очка, 5,6 передачи, 3 подбора, 1,5 перехвата, 1,1 блока, попадая 51% с игры и 47 % с трехочковой линии, при 21,5 минутах за игру. Он лидировал в команде по перехватам и передачам, помог США занять четвертое место и успешно квалифицироваться на летние Олимпийские игры 2024 года.
Позже он был включен в состав олимпийской сборной 2024 года. Сборная США выиграла золотую медаль в матче с Францией.

## Личная жизнь
Халибертон — двоюродный брат бывшего баскетболиста Эдди Джонса, трёхкратного участника матча всех звёзд НБА. Халибертон также является двоюродным братом игрока команды «Орландо Мэджик» Джейлена Саггса.

## Статистика

### Статистика в НБА
| Сезон                                                                                    | Команда    | Регулярный сезон | Регулярный сезон | Регулярный сезон | Регулярный сезон | Регулярный сезон | Регулярный сезон | Регулярный сезон | Регулярный сезон | Регулярный сезон | Регулярный сезон | Регулярный сезон | Серия плей-офф | Серия плей-офф | Серия плей-офф | Серия плей-офф | Серия плей-офф | Серия плей-офф | Серия плей-офф | Серия плей-офф | Серия плей-офф | Серия плей-офф | Серия плей-офф |
| Сезон                                                                                    | Команда    | GP               | GS               | MPG              | FG%              | 3P%              | FT%              | RPG              | APG              | SPG              | BPG              | PPG              | GP             | GS             | MPG            | FG%            | 3P%            | FT%            | RPG            | APG            | SPG            | BPG            | PPG            |
| ---------------------------------------------------------------------------------------- | ---------- | ---------------- | ---------------- | ---------------- | ---------------- | ---------------- | ---------------- | ---------------- | ---------------- | ---------------- | ---------------- | ---------------- | -------------- | -------------- | -------------- | -------------- | -------------- | -------------- | -------------- | -------------- | -------------- | -------------- | -------------- |
| 2020/21                                                                                  | Сакраменто | 58               | 20               | 30,1             | 47,2             | 40,9             | 85,7             | 3,0              | 5,3              | 1,3              | 0,5              | 13,0             | Не участвовал  | Не участвовал  | Не участвовал  | Не участвовал  | Не участвовал  | Не участвовал  | Не участвовал  | Не участвовал  | Не участвовал  | Не участвовал  | Не участвовал  |
| 2021/22                                                                                  | Сакраменто | 51               | 51               | 34,4             | 45,7             | 41,3             | 83,7             | 3,9              | 7,4              | 1,7              | 0,7              | 14,3             | Не участвовал  | Не участвовал  | Не участвовал  | Не участвовал  | Не участвовал  | Не участвовал  | Не участвовал  | Не участвовал  | Не участвовал  | Не участвовал  | Не участвовал  |
| 2021/22                                                                                  | Индиана    | 26               | 26               | 36,1             | 50,2             | 41,6             | 84,9             | 4,3              | 9,6              | 1,8              | 0,6              | 17,5             | Не участвовал  | Не участвовал  | Не участвовал  | Не участвовал  | Не участвовал  | Не участвовал  | Не участвовал  | Не участвовал  | Не участвовал  | Не участвовал  | Не участвовал  |
| 2022/23                                                                                  | Индиана    | 56               | 56               | 33,6             | 49,0             | 40,0             | 87,1             | 3,7              | 10,4             | 1,6              | 0,4              | 20,7             | Не участвовал  | Не участвовал  | Не участвовал  | Не участвовал  | Не участвовал  | Не участвовал  | Не участвовал  | Не участвовал  | Не участвовал  | Не участвовал  | Не участвовал  |
| 2023/24                                                                                  | Индиана    | 69               | 68               | 32,2             | 47,7             | 36,4             | 85,5             | 3,9              | 10,9             | 1,2              | 0,7              | 20,1             | 15             | 15             | 34,8           | 48,8           | 37,9           | 85,0           | 4,8            | 8,2            | 1,3            | 0,7            | 18,7           |
|                                                                                          | Всего      | 260              | 221              | 32,9             | 47,8             | 39,3             | 85,6             | 3,7              | 8,7              | 1,5              | 0,6              | 17,2             | 15             | 15             | 34,8           | 48,8           | 37,9           | 85,0           | 4,8            | 8,2            | 1,3            | 0,7            | 18,7           |
| Наведите курсор мыши на аббревиатуры в заголовке таблицы, чтобы прочесть их расшифровку. |            |                  |                  |                  |                  |                  |                  |                  |                  |                  |                  |                  |                |                |                |                |                |                |                |                |                |                |                |

### Статистика в NCAA
| Сезон | Команда     | Conf   | Class | GP | GS | MPG  | FG%  | 3P%  | FT%  | RPG | APG | SPG | BPG | PPG  |
| --- | ----------- | ------ | ----- | -- | -- | ---- | ---- | ---- | ---- | --- | --- | --- | --- | ---- |
| 2018/19 | Айова Стэйт | Big 12 | FR    | 35 | 34 | 33,2 | 51,5 | 43,4 | 69,2 | 3,4 | 3,6 | 1,5 | 0,9 | 6,8  |
| 2019/20 | Айова Стэйт | Big 12 | SO    | 22 | 22 | 36,7 | 50,4 | 41,9 | 82,2 | 5,9 | 6,5 | 2,5 | 0,7 | 15,2 |
| Всего | Всего       | Всего  | Всего | 57 | 56 | 34,6 | 50,9 | 42,6 | 77,5 | 4,4 | 4,7 | 1,9 | 0,8 | 10,1 |
| Наведите курсор мыши на аббревиатуры в заголовке таблицы, чтобы прочесть их расшифровку Статистика приведена с сайта sports-reference.com |             |        |       |    |    |      |      |      |      |     |     |     |     |      |